# Дорошенко Анатолій Анатолійович
Анатолій Анатолійович Дорошенко — підполковник[джерело?] Збройних сил України. Учасник російсько-української війни.

## З життєпису
Станом на березень 2017-го — начальник відділу зберігання, 26-та бригада. З дружиною та двома дочками проживає у Бердичеві.

## Нагороди
8 вересня 2014 року — за особисту мужність і героїзм, виявлені у захисті державного суверенітету та територіальної цілісності України, вірність військовій присязі під час російсько-української війни, відзначений — нагороджений орденом Богдана Хмельницького III ступеня.